# Megaloblatta longipennis
Megaloblatta longipennis es una especie de cucaracha de la familia Ectobiidae. Con una longitud de hasta 9.7 cm, es una de las cucarachas de mayor tamaño del mundo, junto con especies de tamaño similar como Blaberus giganteus. Se encuentra en Colombia, Ecuador, Perú, Venezuela y Panamá.

## Descripción
Los miembros de M. longipennis son conocidos por su tamaño excepcional; el ejemplar más grande medía 9,7 centímetros (3,8 plg) de largo, 4,5 centímetros (1,8 plg) de ancho y tenía una envergadura de 20 centímetros (8 plg). El pariente M. blaberoides, que es bastante similar pero difiere en ciertas características morfológicas, puede alcanzar aproximadamente la misma longitud y casi la misma envergadura, 18,5 centímetros (7,3 plg).